# Ibrox Stadium

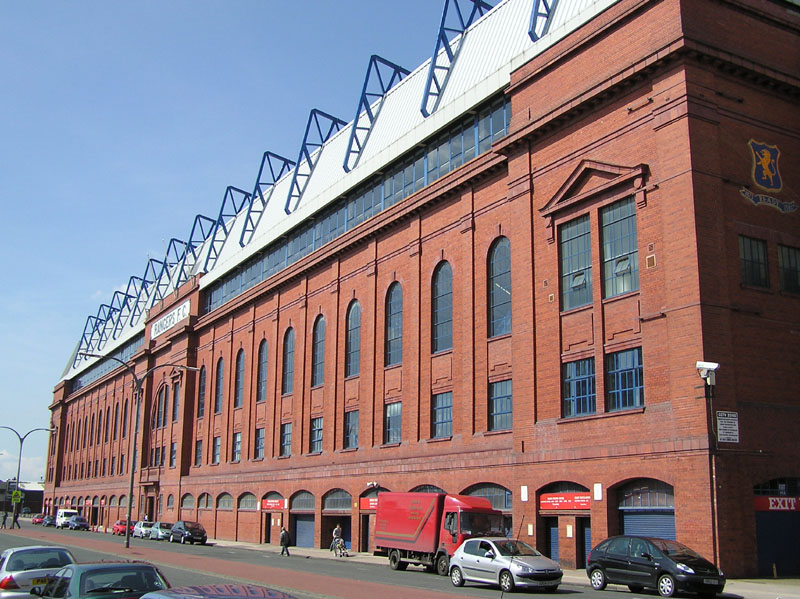
Façana de l'Ibrox Stadium

L'Ibrox Stadium (originalment anomenat "Ibrox Park"), és un estadi de futbol situat a la riba sud del riu Clyde, al districte d'Ibrox de la ciutat de Glasgow, a Escòcia. És la seu habitual del Glasgow Rangers.